# Ямйолки-Ковале
Ямйо́лки-Кова́ле (пол. Jamiołki-Kowale) — село в Польщі, у гміні Соколи Високомазовецького повіту Підляського воєводства.
Населення — 71 особа (2011).
У 1975—1998 роках село належало до Ломжинського воєводства.

## Демографія
Демографічна структура станом на 31 березня 2011 року:
|          | Загалом | Допрацездатний вік | Працездатний вік | Постпрацездатний вік |
| -------- | ------- | ------------------ | ---------------- | -------------------- |
| Чоловіки | 38      | 12                 | 22               | 4                    |
| Жінки    | 33      | 6                  | 13               | 14                   |
| Разом    | 71      | 18                 | 35               | 18                   |

## Інфраструктура
У Яміолках-Ковалях є початкова школа, продуктовий магазин, пошта, церква. Село також добре сполучене з навколишніми містами завдяки регулярним автобусним сполученням і місцевим дорогам.